# 尼科波爾區
尼科波爾區（烏克蘭語：Нікопольський район），是烏克蘭第聶伯羅彼得羅夫斯克州的一個區，位於該國中部，行政中心設於尼科波爾，面積为3,240.4平方公里，人口数量为255,505人（2021年估计）。

## 历史
2020年7月18日作为乌克兰行政区划改革的一部分，第聶伯羅彼得羅夫斯克州的区份数量减至7个，尼科波爾區的面积显著增加。原托馬基夫卡區、马尔哈涅茨市、波克羅夫市，以及州辖市尼科波爾合并至尼科波爾區。改革前尼科波爾區的面积为1,940平方公里，2020年人口数量为38,879人。

## 矿产
尼科波尔锰矿于1883年发现，1886年开始开采，是前苏联和乌克兰最大的锰矿，分属奥尔忠尼启则和马尔加涅茨两个采选公司。工业储量9.84亿吨，1976年年产锰矿661万吨，其中七成以上是含锰45-48%的精矿。。

## 行政區劃
尼科波爾區下劃分為8個市鎮：
- 尼科波爾市鎮 (市級，行政中心：尼科波爾)
- 馬爾加涅茨市鎮（烏克蘭語：Марганецька міська громада） (市級，行政中心：馬爾加涅茨)
- 波克羅夫市鎮（烏克蘭語：Покровська міська громада (Дніпропетровська область)） (市級，行政中心：波克羅夫)
- 托馬基夫卡市鎮（烏克蘭語：Томаківська селищна громада） (鎮級，行政中心：托馬基夫卡)
- 切爾沃諾赫里霍里夫卡市鎮（烏克蘭語：Червоногригорівська селищна громада） (鎮級，行政中心：切爾沃諾赫里霍里夫卡)
- 米羅韋市鎮（烏克蘭語：Мирівська сільська громада） (村級，行政中心：米羅韋)
- 佩爾紹特拉夫內韋市鎮（烏克蘭語：Першотравневська сільська громада） (村級，行政中心：佩爾紹特拉夫內韋（烏克蘭語：Першотравневе (Нікопольський район)）)
- 波克羅夫斯凱市鎮（烏克蘭語：Покровська сільська громада） (村級，行政中心：波克羅夫斯凱（烏克蘭語：Покровське (Нікопольський район)）)